# Norrmalmstorg

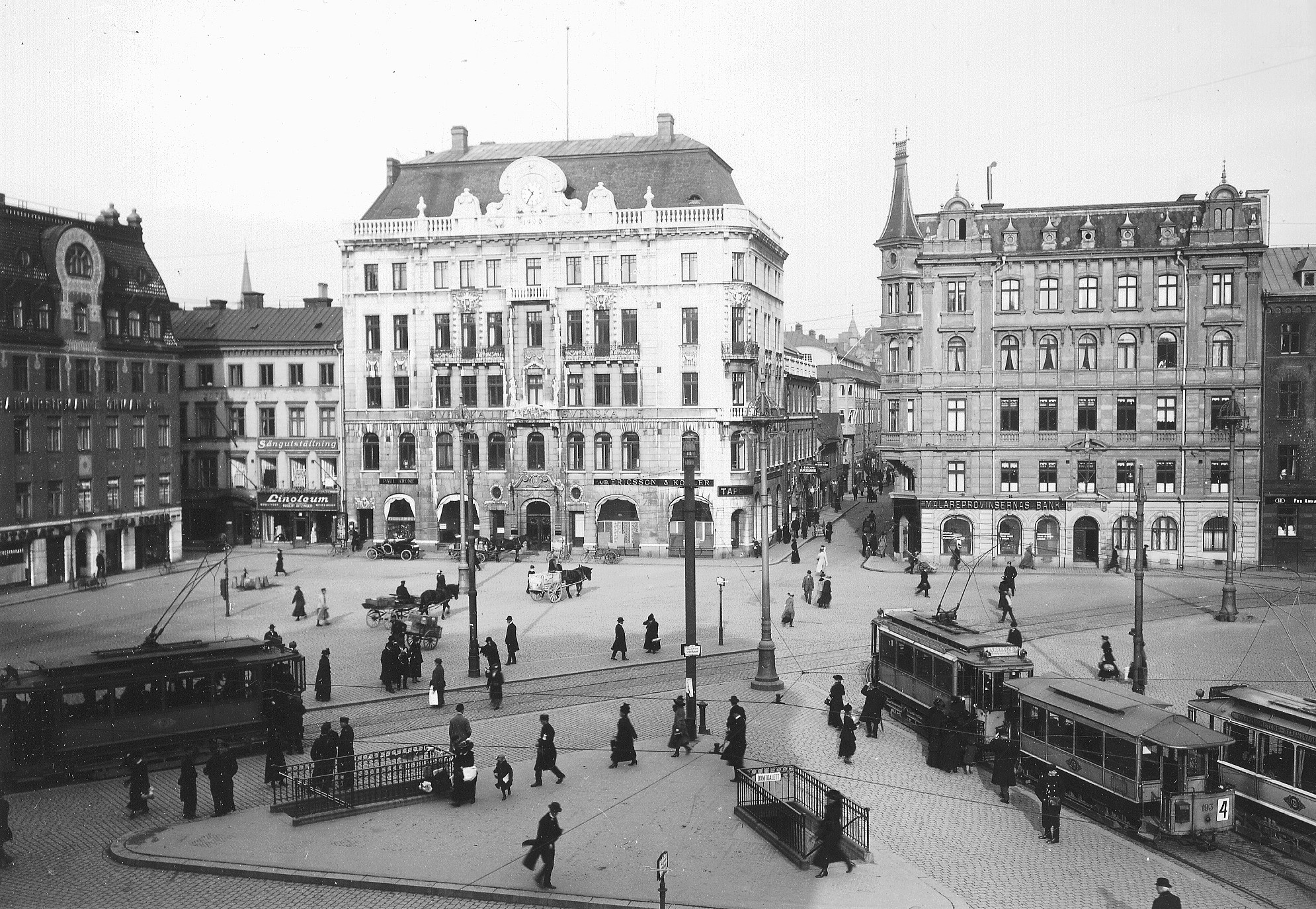
Norrmalmstorg (1900)

Norrmalmstorg is een plein in het midden van Stockholm. Het plein verbindt de twee winkelstraten Hamngatan en Biblioteksgatan en is het beginpunt voor de tram naar Djurgården. Aan de zuidwestkant van het plein ligt het park Kungsträdgården. Het plein is beroemd geworden door de Norrmalmstorg-overval in 1973: de overval op de toenmalige Kreditbanken aan het plein, naar aanleiding waarvan de term stockholmsyndroom werd gemunt.
Norrmalmstorg is ook de duurste straat in de Zweedse versie van Monopoly.